# آرثر شميت
آرثر شميت (بالألمانية: Arthur Schmidt)‏ هو عسكري ألماني، ولد في 25 أكتوبر 1895 في هامبورغ في ألمانيا، وتوفي في 5 نوفمبر 1987 في كارلسروه في ألمانيا.